# 勒贝尔纳
勒贝尔纳（法語：Le Bernard，法語發音：[lə bɛʁnaʁ]）是法国卢瓦尔河地区大区旺代省的一个市镇，位于该省南部，属于莱萨布勒多洛讷。

## 地理
勒贝尔纳（46°26'18"N, 1°28'8"W）面积27.37 平方千米，位于法国卢瓦尔河地区大区旺代省，该省份为法国西部沿海省份，北起大西洋卢瓦尔省和曼恩-卢瓦尔省，西临大西洋，南至滨海夏朗德省，东部及东南部与德塞夫勒省接壤。
与勒贝尔纳接壤的市镇（或旧市镇、城区）包括：阿夫里耶、勒日夫尔、拉容谢尔、滨海隆日维尔、穆捷莱莫费、圣阿沃古尔德朗德。

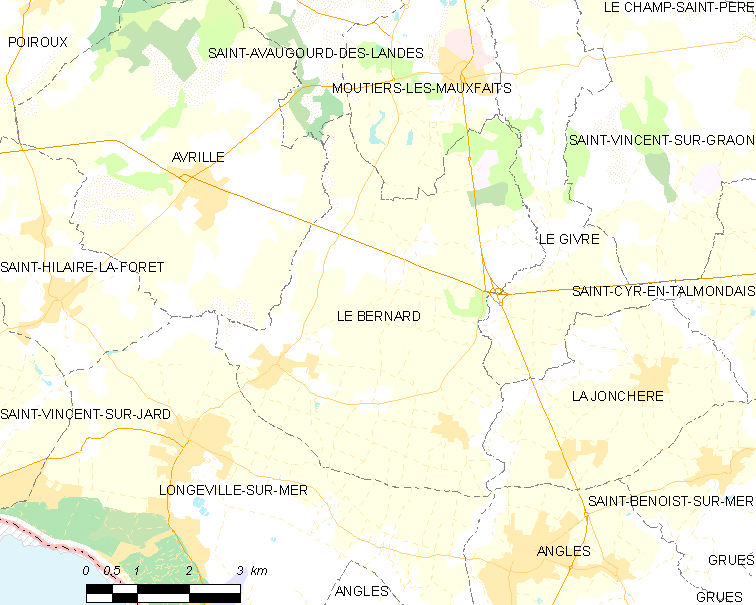
勒贝尔纳的OSM定位图

勒贝尔纳的时区为UTC+01:00、UTC+02:00（夏令时）。

## 行政
勒贝尔纳的邮政编码为85560，INSEE市镇编码为85022。

## 政治
勒贝尔纳所属的省级选区为塔尔蒙-圣伊莱尔县。

## 人口

1962-2008年间勒贝尔纳人口变化图示

勒贝尔纳于2022年1月1日时的人口数量为1320人。